# 高橋流簡報法
高橋流簡報法（英語：Takahashi Method），是日本Ruby協會會長高橋征義發明的一種簡報技法。
在2001年的一次演講中，因為恰巧沒有簡報工具，於是高橋使用了與一般主流簡報方式完全不同的方法：他使用HTML製作投影片，並用極快的節奏配上巨大的文字進行簡報，帶給聽眾有如與日本電視動畫《新世紀福音戰士》（新世紀エヴァンゲリオン）相同的視覺衝擊。

## 特徵
- 不採用圖片或圖表，幾乎只以文字構成。
- 採用十分巨大的文字。
- 每張投影片只使用最少的文字，內容簡潔。

## 外部連結
- （日語） 高橋メソッド （页面存档备份，存于），rubycolor.org
- 高橋以中文示範高橋流簡報法 （页面存档备份，存于），Youtube
- （中文） 高橋流簡報的實踐偶得 （页面存档备份，存于），William’s Blog
- （中文） 高橋メソッド （页面存档备份，存于），Jedi's BLOG
- （英文） Living large: "Takahashi Method" uses king-sized text as a visual （页面存档备份，存于），Presentation Zen
- （英文） Jobs:OwnerSense is looking for a Software Developer – Ruby On Rails. See more on the Job Board.Presentation ideas: Takahashi (king-size text) and Kawasaki (top-10) （页面存档备份，存于），37 Signals